# Административна подела Костарике
Костарика је држава у Средњој Америци, чији је главни град Сан Хосе. Административно је подељена на седам провинција, које се даље деле на кантоне и округе. 

## Провинције Костарике
| Провинција | Становништво | % од укупног | Густина (стан/km²) | Површина | % од укупног |
| ---------- | ------------ | ------------ | ------------------ | -------- | ------------ |
| Сан Хосе   | 1.489.237    | 36,8%        | 299.9              | 4.965,9  | 9.7%         |
| Алахуела   | 716.935      | 17,7%        | 73.5               | 9.757,5  | 19.1%        |
| Картаго    | 432.423      | 10,7%        | 138.4              | 3.124,7  | 6.1%         |
| Пунтаренас | 358.137      | 8,8%         | 31.8               | 11.265,7 | 22.0%        |
| Ередија    | 354.926      | 8,7%         | 133.6              | 2.657,0  | 5.2%         |
| Лимон      | 432.923      | 10,7%        | 47.1               | 9.188,5  | 18.0%        |
| Гванакасте | 264.474      | 6,5%         | 26.1               | 10.140,7 | 19.8%        |
| Костарика  | 3.810.179    |              | 74.6               | 51.092   |              |